# Doina Ciobanu
Doina Ciobanu (Chisináu, 20 de abril de 1994) es una modelo moldava asentada en el Reino Unido. Descrita como una de las marcas personales más fuertes de la industria de la moda del Reino Unido, Ciobanu ha modelado y colaborado con una lista de marcas de moda de lujo que incluye Agent Provocateur, Burberry y Versace. Su defensa de la sostenibilidad la ha llevado a actuar como embajadora de la fundación No More Plastic y del Programa de las Naciones Unidas para el Desarrollo.

## Carrera profesional
Tras mudarse a Londres en 2014, fue ojeada y fichada por el antiguo mánager de Kate Moss como influencer digital ese mismo año, poco antes de ser fichada globalmente por Next Model Management como influencer y modelo de moda, siendo la primera moldava en hacerlo y la primera influencer digital en ser fichada por la división londinense de Next. En Londres, trabajó más allá de su plataforma en The Golden Diamonds, actuando como corresponsal y escritora para publicaciones como Byrdie, CR Fashion Book, Elle y The Guardian, y dando charlas públicas en eventos como WGSN Futures Awards, el Festival of Marketing, Startup Grind, la Cumbre de la Moda Circular de la ONU, y Web Summit. Su mezcla de presencia en línea y en eventos sociales en Londres pronto la llevó a ser etiquetada como parte de la "legión de superbloggers" y una "megablogger".
Su mezcla de trabajo offline y online la llevó a ser reconocida por Forbes como una de las 19 mejores jóvenes empresarias y entre las 30 mejores empresarias menores de 30 años de Rumanía, dos veces como uno de los iconos de la moda más influyentes de Rumanía, y dos veces como "Mejor estilo personal" por Elle.
Los equipos de gestión de Ciobanu empezaron a modelar en Moldavia, pero a partir de 2015 su trabajo pasó a incluir el modelaje a mayor escala. Posteriormente, ha protagonizado campañas para marcas de lujo como Agent Provocateur, Alain Mikli en una campaña que apareció en las vallas publicitarias de Times Square, Bulgari, Bobbi Brown, Burberry, Cartier, De Grisogono, Dior, Ermenegildo Zegna, Fendi, L'Oréal, La Perla junto con Kendall Jenner como rostro de la gama Freedom de la casa de lencería, Louis Vuitton, Paul Smith, Tom Ford, y Versace, y ha aparecido en obras de los fotógrafos Ellen von Unwerth y Rankin.
Su estilo y, por separado, su trabajo como modelo la han hecho aparecer en la portada de la revista Elle, y en títulos como Glamour, Harper's Bazaar, Jane, Marie Claire, Tatler, The Telegraph y ediciones internacionales de Vogue. Ciobanu también ha atraído la atención de la prensa masculina, situándose entre las 99 mejores mujeres de 2016 según AskMen, siendo etiquetada entre las blogueras "más bellas" por GQ México, y convirtiéndose en una habitual de la edición británica de GQ, a menudo destacada como su "Mujer más sexy de la semana" y en sus eventos sociales.
Doina Ciobanu modelando su colección de plata reciclada de 2022 para la joyera británica Monica Vinader
Desde 2017, tras empezar a reconocer las "obligaciones morales" que conllevaba trabajar como influencer, dado que sus convicciones personales sobre el medio ambiente solían estar en desacuerdo con muchas prácticas de consumo impulsadas por las redes sociales, Ciobanu ha utilizado sus plataformas para abogar por que la industria de la moda sea cada vez más sostenible. Para ello, ha aceptado ser embajadora de Eco-Age, la fundación No More Plastic y el Programa de las Naciones Unidas para el Desarrollo, y estudió Gestión de la Sostenibilidad Empresarial en el Instituto de Liderazgo en Sostenibilidad de la Universidad de Cambridge.
Aparte de las charlas sobre sostenibilidad, la defensa de Ciobanu de una industria de la moda sostenible la ha llevado a ser miembro del jurado de los premios Positive Luxury y The Sustainables Award. También ha sido asesora y diseñadora de varias marcas de moda, como Marina Raphael y Monica Vinader. A partir de agosto de 2020, Ciobanu diseñó tres colecciones homónimas "Doina" para esta última, centradas en la utilización de materiales 100 % reciclados, como plata y oro reciclados, junto con perlas de origen sostenible. Ese mismo año, Ciobanu diseñó una colección sostenible de bolsos para Marina Raphael, utilizando una forma de cuero vegano que se había desarrollado como subproducto del procesamiento industrial de las manzanas.

## Vida personal
Nacida en Chișinău, a los 19 años se trasladó a Bucarest y posteriormente a Londres.
Tras rechazar una plaza en la Universidad de París, completó su licenciatura a distancia en Ciencias Políticas e Historia por la Universidad Internacional Libre de Moldavia. En 2020 había completado además estudios de sostenibilidad centrados en los negocios en la Universidad de Cambridge.
A caballo entre Londres y Milán, mantiene su interés por la política en Moldavia y ha declarado que volvería allí para participar activamente en ella. Habla inglés, rumano y ruso de manera fluida, con conocimientos de francés y español.